# Cyathea incanescens
Cyathea incanescens là một loài dương xỉ trong họ Cyatheaceae. Loài này được Domin mô tả khoa học đầu tiên năm 1930.
Danh pháp khoa học của loài này chưa được làm sáng tỏ. 